# Sanya
Sanya is na Haikou de grootste stad op het eiland Hainan. Het heeft 685.408 inwoners en ligt op de zuidelijke punt van het eiland, waarmee het de zuidelijkste Chinese stad is met meer dan 100.000 inwoners. Het klimaat is tropisch. De stranden in de verschillende baaien vormen een kern van toenemend toerisme, zowel uit China zelf als uit andere landen. Verreweg de meeste internationale toeristen komen uit Rusland, en veel opschriften zijn dan ook tweetalig Chinees/Russisch of drietalig Chinees/Engels/Russisch.
Het is een centrum van parelcultuur in zoutwater.
De 'Deer Mountain' is een mooi aangelegd park met uitzichten op de wijde omgeving.
In het stadsgebied leeft een duidelijke Li-minderheid.

## Klimaat
| Maand                  | jan  | feb  | mrt  | apr  | mei  | jun  | jul  | aug  | sep  | okt  | nov  | dec  | Jaar  |
| ---------------------- | ---- | ---- | ---- | ---- | ---- | ---- | ---- | ---- | ---- | ---- | ---- | ---- | ----- |
| Hoogste maximum (°C)   | 30,4 | 31,0 | 33,2 | 34,5 | 35,4 | 35,9 | 34,5 | 34,3 | 35,5 | 33,7 | 32,6 | 31,9 | 35,9  |
| Gemiddeld maximum (°C) | 26,1 | 26,8 | 28,6 | 30,7 | 32,0 | 31,9 | 31,7 | 31,4 | 31,2 | 30,2 | 28,5 | 26,6 | 29,6  |
| Gemiddeld minimum (°C) | 18,5 | 19,8 | 21,9 | 24,2 | 25,6 | 26,1 | 25,9 | 25,5 | 24,7 | 23,4 | 21,3 | 19,0 | 23,0  |
| Laagste minimum (°C)   | 5,1  | 11,0 | 10,5 | 19,1 | 19,8 | 21,3 | 22,1 | 21,8 | 20,1 | 14,7 | 7,9  | 7,1  | 5,1   |
|                        |      |      |      |      |      |      |      |      |      |      |      |      |       |
| Neerslag (mm)          | 8    | 13   | 19   | 43   | 142  | 198  | 193  | 222  | 251  | 235  | 58   | 11   | 1.393 |
| Bron: WeerOpReis.com   |      |      |      |      |      |      |      |      |      |      |      |      |       |